# 孫育萬
孫育萬（？－1895年），清朝官員，本籍中國湖北。 1895年（光緒21年），甲午戰爭後，福建台灣省遭清朝割讓予日。本職為大武壠巡檢的孫育萬奉命接替內渡的邵嘉縝，於福建台灣省擔任台灣府嘉義縣知縣，負責嘉義縣城守備工作。
同年6月，日軍兩路向台灣進攻，10月，接近嘉義的雲林被日軍攻佔。孫育萬與黑旗軍反攻奪回雲林。不過，旋即又被攻佔。之後於嘉義守城戰中，孫育萬仍敗於日軍。月中，他敗逃台南東門。有部分文獻顯示，他不久即陣亡於與日軍交戰中。
| 前任： 邵嘉縝 | 嘉義縣知縣 1895年上任 | 繼任： 無（末任） |